# Gore (음반)
| 전문가 평가          | 전문가 평가 |
| 총 점수              | 총 점수     |
| 출처                 | 점수        |
| -------------------- | ----------- |
| 메타크리틱           | 81/100      |
| 평가 점수            |             |
| 출처                 | 점수        |
| AllMusic             | [ 2 ]       |
| Classic Rock         | [ 3 ]       |
| Consequence of Sound | A–          |
| Exclaim!             | 8/10        |
| Metal Hammer         | [ 6 ]       |
| Metal Injection      | 8/10        |
| Pitchfork            | 7.8/10      |
| Q                    | [ 9 ]       |
| The Skinny           | [ 10 ]      |
| Spin                 | 7/10        |

《Gore》는 2016년 4월 8일, 리프리즈 레코드에 의해 발매된 미국의 얼터너티브 메탈 밴드 데프톤스의 여덟 번째 스튜디오 음반이다. 이 음반은 미국 빌보드 200에서 2위로 데뷔하며 비평가들의 찬사를 받았다. 이 음반은 차트 톱 10 안에 데뷔한 다섯 번째 음반이며 2003년 그들의 익명의 음반 이후 가장 높은 차트이다.
이 음반은 프론트맨 치노 모레노와 리드 기타리스트 스티븐 카펜터 사이의 창조적인 긴장감으로 유명했는데, 《롤링 스톤》은 모레노가 "기타리스트의 메슈가에게 모리세이를 연주했다"고 묘사했다.

## 배경

### 작업 및 녹음
2014년 3월, 모레노가 자신의 사이드 프로젝트인 크로시스와 함께 셀프 타이틀의 데뷔 음반을 서포트하고 있을 때, 나머지 데프톤스는 2012년의 《Koi No Yokan》의 후속작을 쓰기 시작했다. 데프톤스는 또한 2014년 말이나 2015년 초에 새 음반을 녹음할 계획이라고 이전에 보고했다. 2015년 2월 말, 밴드가 새 음반의 드럼 트랙을 끝낸 직후, 모레노는 《롤링 스톤》에게 3월 말까지 음반 추적을 마칠 것으로 예상했으며, 데프톤스는 음반 세션 동안 16곡을 작곡했다고 말했다. 그는 이 음반이 이전 음반보다 "조금 더 헤비성이 높은 음반"이라고 표현했다.
카펜터는 〈Hearts / Wires〉라는 곡의 느낌을 연쇄 살인범과 비교하며 음반의 느낌을 처음 이해하는 데 어려움을 토로했다. 그는 "나는 내면의 정신병 강간범을 끌어안고 그 역을 생각해내고 거기에 들어가야 했다"고 말했다. 창조적인 차이에도 불구하고, 밴드 멤버들은 음반의 협업적인 성격을 주목했고 음악 스타일의 차이 사이의 긴장감이 강점으로 간주했다. 베이시스트 세르지오 베가는 새로운 소재를 녹음할 때 베이스 VI를 사용하여 밴드를 새로운 소닉 영역으로 밀어 넣었다. 앨리스 인 체인스의 제리 캔트렐은 〈Phantom Bride〉 트랙에서 게스트 기타를 제공했다.
2015년 5월 15일, 모레노는 《케랑!》으로부터 새 음반에 대한 인터뷰를 받았는데, 그는 "노래들이 많은 다른 분위기를 가지고 있다"고 말했다. 그는 "행복한 음반"이 아니라 "완전히 화난 음반도 아니다"라고 설명했다.

### 발매
당초 이 음반은 2015년 9월 25일에 발매될 예정이었으나 타이틀, 커버, 라이너 노트뿐만 아니라 최종 믹스가 아직 완성되지 않았기 때문에 나중에 11월 말로 연기되었다. 2015년 10월 26일, 드러머 에이브 커닝엄은 밴드가 아직 믹스, 커버 아트, 곡 타이틀 작업을 하고 있으며, 새 음반은 2016년 상반기에 발매될 것이라고 밝혔다. 2016년 1월 22일, 2016 NAMM 쇼에서 열린 인터뷰에서 카펜터는 새 음반의 발매일을 2016년 4월 8일로 밝혔다.
1월 27일, 이 밴드는 그들의 웹사이트에 음반의 새로운 음악과 음반 제목을 《Gore》로 확정하는 30초짜리 티저 비디오를 게시했다.
2016년 2월 4일, 첫 번째 싱글 〈Prayers / Triangles〉를 발매했다. 두 번째 싱글인 〈Doomed User〉는 3월 16일에 공유되었다. 4월 4일, 밴드는 음반의 세 번째 싱글 〈Hearts / Wires〉를 발매했다.

## 구성
"익스페리멘털 록 가스펠의 흔적을 가지고 있다"고 묘사된 《Gore》는 밴드의 얼터너티브 메탈 사운드가 다른 장르의 다양한 영향과 맞물려 있는 것을 특징으로 한다. 이 음악은 이 밴드의 2006년 음반 《Saturday Night Wrist》와 비교되어 왔고 비평가들은 실험적이고 분위기 있는 사운드를 주목했다. 《녹스 뉴스》의 척 캠벨은 《Gore》에 대한 포스트 메탈 사운드를 언급하며 "세상을 초월할 정도로 중요하다"고 말했다. 《록 사운드》의 롭 세이스는 이 밴드가 음반에서 "뉴 웨이브와 포스트 펑크의 영향을 전면에 끌어낸다"고 언급했다. 몇몇 비평가들은 또한 이 음반에서 스페이스 록 사운드를 주목했다.

## 곡 목록
모든 곡들은 데프톤스에 의해 작사/작곡하였다.
| #   | 제목                                  | 재생 시간 |
| --- | ------------------------------------- | --------- |
| 1.  | 〈Prayers / Triangles〉               | 3:38      |
| 2.  | 〈Acid Hologram〉                     | 4:06      |
| 3.  | 〈Doomed User〉                       | 4:27      |
| 4.  | 〈Geometric Headdress〉               | 3:29      |
| 5.  | 〈Hearts / Wires〉                    | 5:21      |
| 6.  | 〈Pittura Infamante〉                 | 4:04      |
| 7.  | 〈Xenon〉                             | 3:17      |
| 8.  | 〈(L)MIRL〉                           | 5:02      |
| 9.  | 〈Gore〉                              | 4:59      |
| 10. | 〈Phantom Bride (Feat. 제리 캔트렐)〉 | 4:53      |
| 11. | 〈Rubicon〉                           | 4:58      |